# Campionat de Barcelona de ciclisme
El Campionat de Barcelona era una clàssica ciclista que se celebrava anualment a Barcelona. Es va disputar entre 1918 i 1966, encara que no amb continuïtat. Va tenir diferents noms, així la podem trobar anomenada com: Gran Premi de l'Excel·lentíssim Ajuntament, Trofeu Studebaker, Trofeu Terrot, Gran Premio Sestal, Trofeu Antonio Aunós, Gran Premi Galindo o Trofeu Juan Fina
Del 1964 al 1966 va formar part de la Setmana Catalana, així els vencedors d'aquestes edicions també ho foren d'una etapa d'aquesta nova cursa.
El ciclista que ha inscrit més cops el seu nom en el palmerès és Miquel Poblet, amb tres victòries, seguit de Fernando Murcia i José Mateo, amb dues victòries.
El darrer vencedor fou el català Antonio Gómez del Moral, el 1966.

## Llistat de guanyadors
| Edició                   | 1r classificat          | 2n classificat              | 3r classificat         |
| ------------------------ | ----------------------- | --------------------------- | ---------------------- |
| 1918                     | Juan Martínez           | Emilio Nolla                | Jaume Janer            |
| 1919-1924. No es disputà |                         |                             |                        |
| 1925                     | Jaume Janer             | Miquel Mucio                | José Cebrián Ferrer    |
| 1926. No es disputà      |                         |                             |                        |
| 1927                     | Vicente Cebrián Ferrer  | Juan Murcia                 | Pere Sant i Cirera     |
| 1928                     | Pere Albiñana           | Eduard Vendrell             | Josep Maria Sans       |
| 1929                     | Marià Cañardo           | Vicente Cebrián Ferrer      | Nicolau Tubau          |
| 1930                     | Eliseu Aubalat          | José Caño                   | Agustín Sardañons      |
| 1931                     | Vicente Cebrián Ferrer  | Josep Campamà               | Pere Albiñana          |
| 1932                     | Vicente Bachero         | José Cebrián Ferrer         | Vicente Cebrián Ferrer |
| 1933. No es disputà      |                         |                             |                        |
| 1934                     | Gonzalo Ros             | Joan Gimeno                 | Isidre Figueras        |
| 1935                     | Antonio Destrieux       | José González               | Joan Gimeno            |
| 1936-1939. No es disputà |                         |                             |                        |
| 1940                     | Josep Campamà           | Manuel Izquierdo            | Fernando Murcia        |
| 1941. No es disputà      |                         |                             |                        |
| 1942                     | Fernando Murcia         | Joaquim Olmos               | Camil Sabater          |
| 1943                     | Fernando Murcia         | José Vidal Juliá            | 23 ciclistes           |
| 1944                     | Antonio Martín          | Delio Rodríguez Barros      | Julián Berrendero      |
| 1945                     | Vicente Carretero       | João Rebelo                 | Joan Gimeno            |
| 1946                     | Bernat Capó             | Manuel Costa                | Miquel Poblet          |
| 1947                     | Josep Serra             | Isidro Molar                | Bernardo Ruiz          |
| 1948                     | Andreu Boher            | José Vidal Juliá            | Francesc Massip        |
| 1949                     | Joaquim Filbà           | Florenci Pedrola            | Miquel Poblet          |
| 1950                     | Pere Sant i Alentà      | Juan Espín                  | Francesc Massip        |
| 1951                     | Miquel Poblet           | Pere Sant i Alentà          | Vicent Iturat          |
| 1952                     | José Mateo              | Joan Crespo Hita            | Josep Vidal Porcar     |
| 1953                     | José Mateo              | Miquel Vilardell            | Jaime Montaña          |
| 1954                     | Juan Campillo           | Josep Segú                  | Anicet Utset           |
| 1955                     | Antonio Bertrán         | Joan Crespo Hita            | Vicent Iturat          |
| 1956                     | Miquel Poblet           | Jesús Galdeano              | José Escolano          |
| 1957                     | Miquel Poblet           | Francisco Moreno Martínez   | Andreu Trobat          |
| 1958                     | Josep Segú              | Antonio Ferraz              | Hortensio Vidaurreta   |
| 1959                     | Salvador Botella        | Miguel Pacheco              | Anicet Utset           |
| 1960-1963. No es disputà |                         |                             |                        |
| 1964                     | Anul·lada per la neu    | Anul·lada per la neu        | Anul·lada per la neu   |
| 1965                     | José Pérez-Francés      | Joan Vilà                   | José Luís Talamillo    |
| 1966                     | Antonio Gómez del Moral | José Manuel López Rodríguez | José María Errandonea  |

(en color: forma part de la Setmana Catalana)